# ジョンとメリー
『ジョンとメリー』（原題：John and Mary）は、1969年制作のアメリカ合衆国の恋愛映画。ピーター・イェーツ監督、ダスティン・ホフマン、ミア・ファロー出演。
ニューヨークを舞台に、若い男女の24時間の恋愛を描いた作品。
ダスティン・ホフマンは『真夜中のカーボーイ』と本作の演技が評価され、第23回英国アカデミー賞主演男優賞を受賞した。

## あらすじ
大都会ニューヨークのある朝。ジョンとメリーはある部屋の同じベッドで目を覚ました。昨夜、あるスナックで2人は初めて知りあったのだが、その後の記憶がお互いになかった。
2人はお互いに相手のことに気を配りながら、それぞれの恋の記憶を回想する。
やがて別れの時が来て、メリーは去って行くのだが…。

## キャスト
| 役名        | 俳優                   | 日本語吹替                                                                 |
| 役名        | 俳優                   | フジテレビ版                                                               |
| ----------- | ---------------------- | -------------------------------------------------------------------------- |
| ジョン      | ダスティン・ホフマン   | 広川太一郎                                                                 |
| メリー      | ミア・ファロー         | 鈴木弘子                                                                   |
| ジェームズ  | マイケル・トラン       | 臼井正明                                                                   |
| ルース      | サニー・グリフィン     | 荒砂ゆき                                                                   |
| ジョンの母  | オリンピア・デュカキス |                                                                            |
| アーネスト  | スタンリー・ベック     |                                                                            |
| ヒラリー    | タイン・デイリー       |                                                                            |
| 不明 その他 |                        | 菊池紘子 村越伊知郎 峰恵研 原えおり 糸博 渡辺典子 友近恵子 池水通洋 神谷明 |
|             |                        |                                                                            |
| 演出        | 演出                   | 田島荘三                                                                   |
| 翻訳        | 翻訳                   | 進藤光太                                                                   |
| 効果        |                        |                                                                            |
| 調整        | 調整                   | 杉原日出弥                                                                 |
| 制作        | 制作                   | トランスグローバル                                                         |
| 解説        | 解説                   | 高島忠夫                                                                   |
| 初回放送    | 初回放送               | 1974年11月29日 『ゴールデン洋画劇場』                                      |